# پروتئین القاشونده توسط پرولاکتین
پروتئین القاشونده توسط پرولاکتین (انگلیسی: Prolactin-induced protein) که با نام‌های دیگری همچون پروتئین مایع بیماری آشکار کیستی ۱۵ (GCDFP-15)، گلیکوپروتئین خارج‌پاروتیدی (EP-GP)، پروتئین gp17 مایع منی متصل‌شونده به اکتین (SABP) و BRST2 یک پروتئین است که در انسان توسط ژن «PIP» کُدگذاری می‌شود. تولید این پروتئین توسط هورمون‌های پرولاکتین و آندروژن تحریک شده و در اثر هورمون استروژن کاهش می‌یابد.

## عملکرد
این پروتئین عملکرد فیزیولوژیک در تنظیم انتقال آب در غدد آپوکرین زیر بغل، فرج، پلک، مجرای گوش، سلول‌های سِـروزی غدد بزاقی تحتِ فکی، سلول‌های سِـروزی زیرمخاطی برونش و غدد اشکی فرعی و همچنین غدد عرقی جلدی دارد. علاوه بر این‌ها، این پروتئین در مایع آمنیوتیک و منی هم یافت می‌شود.
پروتئین PIP توانایی اتصال به ایمونوگلوبولین جی، مولکول IgG-Fc و گیرنده‌های لنفوسیت تی کمک‌کننده را هم دارد که نشاندهندهٔ نقش گستردهٔ آن در فرایندهای ایمنی و دفاعی بدن است. این پروتئین می‌تواند به AZGP1 وصل شود و دارای فعالیت آسپارتیک پروتئاز است که می‌تواند مولکول فیبرونکتین را تجزیه کند.
این پروتئین می‌تواند به برخی گونه‌های باکتری همچون استرپتوکوک متصل شود و در نتیجه در دفاع غیرایمنی علیه میکروب‌های بیماری‌زا مؤثر است.
اثرهای میتوژنیک از این پروتئین، در سلول‌های طبیعی پستان و سلول‌های بدخیم سرطان پستان دیده شده‌است.

## اهمیت بالینی
این پروتئین در مایع درون کیست‌های پستان یا بافت پستان به‌عنوان نشانگر زیستی در متاپلازی‌های آپوکرین خوش‌خیم و بدخیم پستان به‌کار می‌رود چرا که به‌طور طبیعی در بافت‌های سالم پستان وجود ندارد. در واقع وجود این پروتئین نشاندهندهٔ سرطان بدخیم با درجهٔ پائین در غدد آپوکرین پستان است و اگر درجهٔ بدخیمی کارسینوم بالا باشد، دیگر این نشانگر زیستی وجود نخواهد داشت. بیان ژن «PIP» در سلول‌های سرطان پستان، با کاهش تزاید سلول‌های سرطانی و کمتر تهاجمی‌بودن آن مرتبط است و نشانه‌ای از افزایش مسیرهای آپوپتوزی است. بسیاری از ژن‌هایی که تحت تأثیر آپوپتوز هستند، توسط مولکول پروتئین STAT5 تنظیم می‌شود.
اثرهای میتوژنیک از این پروتئین در رده‌های آزمایشی سلولی MCF10A, MCF7، BT474، MDA-MB231 و T47D در پستان یافت شده‌است. از این پروتئین همچنین در تشخیص و ردیابی سلول‌های پخش‌شدهٔ سرطان پستان استفاده شده‌است.
ژن «PIP» در برخی سلول‌های سرطان پستان تقویت می‌شود که دلیلِ بیان بیش از حد آن است، اما دلایل دیگری هم برای این بیانِ بیش از حد وجود دارد. در سلول‌های سرطانی T47D پستان، گیرنده آندروژن و RUNX2 با یکدیگر تعامل شیمیایی ایجاد کرده و بیان ژن «PIP» را تشدید می‌کنند.
در سرطان پستان آپوکرینی نوع ER-/AR+، یک بازخورد مثبت میان گیرنده آندروژن و کینازهای برون‌سلولی تنظیم‌شونده با پیام سلولی از طریق مولکول CREB1 وجود دارد که می‌توان آنرا توسط داروهای ضد آندروژن مهار کرد. بیان ژن «PIP» برای زنده‌مانده و تهاجمی بودن این نوع خاص از سرطان پستان ضروری است.
در سرطان‌های پستان ER+، به‌ویژه آنهایی که بیان شدید گیرندهٔ استروژن دارند، پروتئین PIP نقش مهمی در تکثیر سلولی و حالت تهاجمی سرطان پستان و همچنین مقاومت اکتسابی آن به داروی تاموکسیفن دارد.

## برای مطالعهٔ بیشتر
- Schaller J, Akiyama K, Kimura H,  et al. (1991). "Primary structure of a new actin-binding protein from human seminal plasma". Eur. J. Biochem. 196 (3): 743–50. doi:10.1111/j.1432-1033.1991.tb15873.x. PMID 2013294.
- Murphy LC, Tsuyuki D, Myal Y, Shiu RP (1987). "Isolation and sequencing of a cDNA clone for a prolactin-inducible protein (PIP). Regulation of PIP gene expression in the human breast cancer cell line, T-47D". J. Biol. Chem. 262 (31): 15236–41. doi:10.1016/S0021-9258(18)48164-1. PMID 3667631.
- Touchman JW, Bouffard GG, Weintraub LA,  et al. (1997). "2006 expressed-sequence tags derived from human chromosome 7-enriched cDNA libraries". Genome Res. 7 (3): 281–92. doi:10.1101/gr.7.3.281. PMID 9074931.
- Autiero M, Bouchier C, Basmaciogullari S,  et al. (1997). "Isolation from a human seminal vesicle library of the cDNA for gp17, a CD4 binding factor". Immunogenetics. 46 (4): 345–8. PMID 9218538.
- Caputo E, Autiero M, Mani JC,  et al. (1998). "Differential antibody reactivity and CD4 binding of the mammary tumor marker protein GCDFP-15 from breast cyst and its counterparts from exocrine epithelia". Int. J. Cancer. 78 (1): 76–85. doi:10.1002/(SICI)1097-0215(19980925)78:1<76::AID-IJC13>3.0.CO;2-3. PMID 9724097.
- Gaubin M, Autiero M, Basmaciogullari S,  et al. (1999). "Potent inhibition of CD4/TCR-mediated T cell apoptosis by a CD4-binding glycoprotein secreted from breast tumor and seminal vesicle cells". J. Immunol. 162 (5): 2631–8. PMID 10072505.
- Caputo E, Manco G, Mandrich L, Guardiola J (2000). "A novel aspartyl proteinase from apocrine epithelia and breast tumors". J. Biol. Chem. 275 (11): 7935–41. doi:10.1074/jbc.275.11.7935. PMID 10713110.
- Basmaciogullari S, Autiero M, Culerrier R,  et al. (2000). "Mapping the CD4 binding domain of gp17, a glycoprotein secreted from seminal vesicles and breast carcinomas". Biochemistry. 39 (18): 5332–40. doi:10.1021/bi992398l. PMID 10820003.
- Rieske P, Pongubala JM (2001). "AKT induces transcriptional activity of PU.1 through phosphorylation-mediated modifications within its transactivation domain". J. Biol. Chem. 276 (11): 8460–8. doi:10.1074/jbc.M007482200. PMID 11133986.
- Autiero M, Camarca A, Ciullo M,  et al. (2002). "Intragenic amplification and formation of extrachromosomal small circular DNA molecules from the PIP gene on chromosome 7 in primary breast carcinomas". Int. J. Cancer. 99 (3): 370–7. doi:10.1002/ijc.10368. PMID 11992405. S2CID 30723802.
- Strausberg RL, Feingold EA, Grouse LH,  et al. (2003). "Generation and initial analysis of more than 15,000 full-length human and mouse cDNA sequences". Proc. Natl. Acad. Sci. U.S.A. 99 (26): 16899–903. doi:10.1073/pnas.242603899. PMC 139241. PMID 12477932.
- Scherer SW, Cheung J, MacDonald JR,  et al. (2003). "Human chromosome 7: DNA sequence and biology". Science. 300 (5620): 767–72. Bibcode:2003Sci...300..767S. doi:10.1126/science.1083423. PMC 2882961. PMID 12690205.
- Caputo E, Camarca A, Moharram R,  et al. (2003). "Structural study of GCDFP-15/gp17 in disease versus physiological conditions using a proteomic approach". Biochemistry. 42 (20): 6169–78. doi:10.1021/bi034038a. PMID 12755619.
- Gerhard DS, Wagner L, Feingold EA,  et al. (2004). "The status, quality, and expansion of the NIH full-length cDNA project: the Mammalian Gene Collection (MGC)". Genome Res. 14 (10B): 2121–7. doi:10.1101/gr.2596504. PMC 528928. PMID 15489334.
- Shishioh N, Hong Y, Ohishi K,  et al. (2005). "GPI7 is the second partner of PIG-F and involved in modification of glycosylphosphatidylinositol". J. Biol. Chem. 280 (10): 9728–34. doi:10.1074/jbc.M413755200. PMID 15632136.
- Rual JF, Venkatesan K, Hao T,  et al. (2005). "Towards a proteome-scale map of the human protein-protein interaction network". Nature. 437 (7062): 1173–8. Bibcode:2005Natur.437.1173R. doi:10.1038/nature04209. PMID 16189514. S2CID 4427026.
- Ramachandran P, Boontheung P, Xie Y,  et al. (2006). "Identification of N-linked glycoproteins in human saliva by glycoprotein capture and mass spectrometry". J. Proteome Res. 5 (6): 1493–503. doi:10.1021/pr050492k. PMID 16740002.
- Ewing RM, Chu P, Elisma F,  et al. (2007). "Large-scale mapping of human protein-protein interactions by mass spectrometry". Mol. Syst. Biol. 3 (1): 89. doi:10.1038/msb4100134. PMC 1847948. PMID 17353931.
- Lee B, Bowden GH, Myal Y (2002). "Identification of mouse submaxillary gland protein in mouse saliva and its binding to mouse oral bacteria". Arch Oral Biol. 47 (4): 327–32. doi:10.1016/S0003-9969(01)00113-3. PMID 11922875.
- Schenkels LC, Walgreen-Weterings E, Oomen LC, Bolscher JG, Veerman EC, Nieuw Amerongen AV (1997). "In vivo binding of the salivary glycoprotein EP-GP (identical to GCDFP-15) to oral and non-oral bacteria detection and identification of EP-GP binding species". Biol. Chem. 378 (2): 83–8. doi:10.1515/bchm.1997.378.2.83. PMID 9088536. S2CID 23667673.